# Raoul Villain

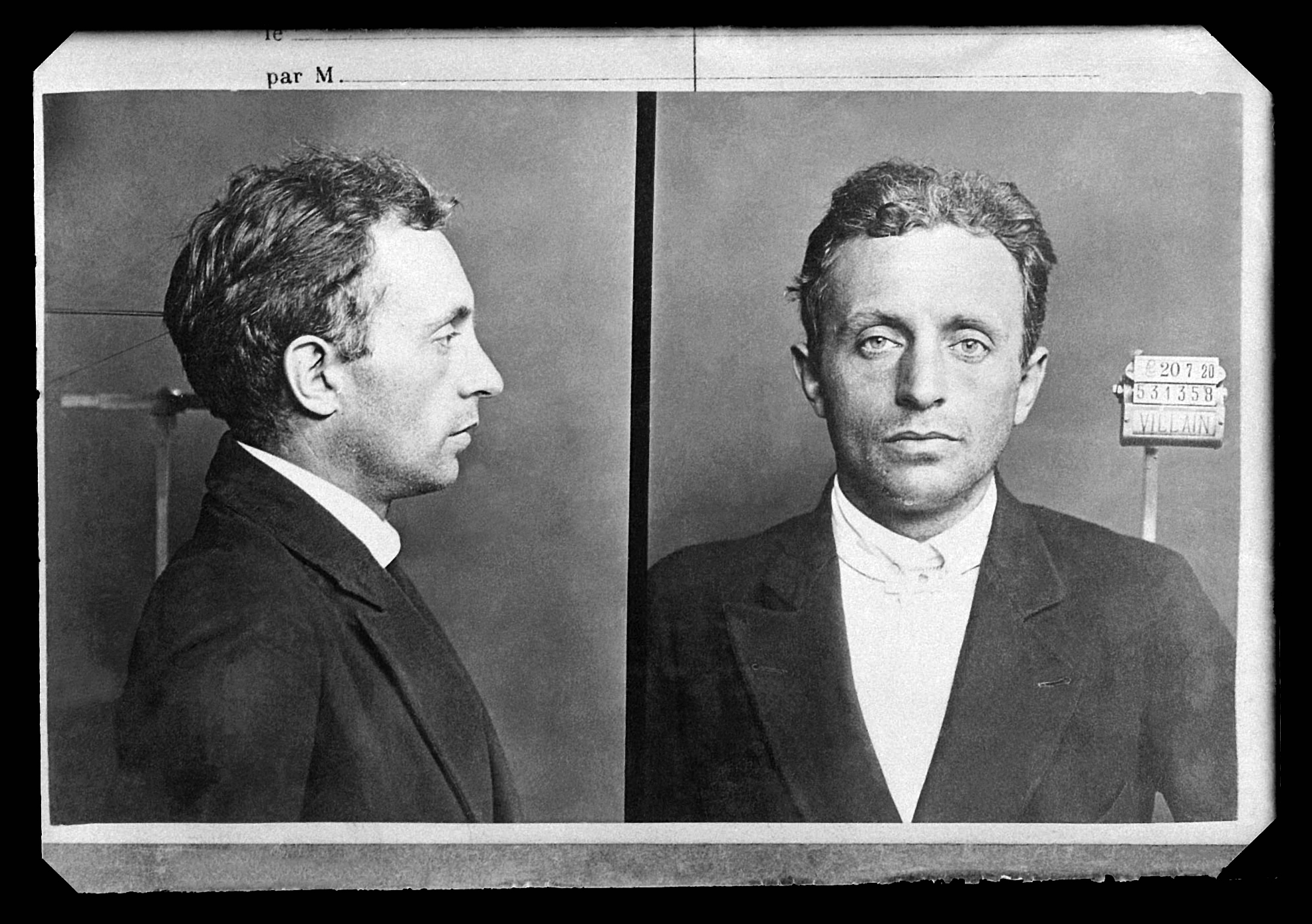
Raoul Villain, foto policial tras su detención, 31 de julio de 1914.

Raoul Villain (Reims, 19 de septiembre de 1885-Ibiza, 14 de septiembre de 1936) fue un nacionalista francés, conocido por ser el asesino del político socialista Jean Jaurès.

## Biografía
Pertenecía a una organización nacionalista denominada Ligue des jeunes amis de l'Alsace-Lorraine (‘liga de jóvenes amigos de Alsacia-Lorena’), que vio en Jean Jaurès un enemigo por su campaña pacifista en contra de una posible guerra contra Alemania. La tarde del 31 de julio de 1914 Jaurès se encontraba en el café Le Croissant, de la calle Montmartre en París, donde fue asesinado por Villain. Apenas habían pasado tres días desde el comienzo de la Primera Guerra Mundial.
Tras 56 meses de detención y finalizada la Guerra Mundial, fue liberado el 29 de marzo de 1919, por una resolución en la que los jueces hicieron constar que «si el adversario de la guerra Jean Jaurès hubiera tenido éxito, Francia no habría podido ganar la guerra». Llegó a hablarse de «razón de Estado» en torno al caso Villain. La propia familia de Jean Jaurès hubo de pagar las costas del proceso.
Villain se exilió en Ibiza, en las islas Baleares, en donde los habitantes del lugar lo conocieron como «el boig del port» (‘el loco del puerto’). Poco después del inicio de la guerra civil española, un grupo de milicianos anarquistas que regresaban a Barcelona desde Mallorca, después de no haber logrado recuperarla para la República, desembarcaron el 13 de septiembre en la cala de Sant Vicent donde Villain tenía su casa y lo asesinaron, posiblemente porque pensaron que era un espía del Ejército sublevado, aunque desconocían su verdadera identidad.